# برنامه‌نویسی مبتنی بر اتوماتا
برنامه‌نویسی مبتنی بر اتوماتا (به انگلیسی: Automata-based programming) یک الگوی برنامه‌نویسی است که در آن کل برنامه یا بخشی از آن به صورت مدلی از ماشین حالات متناهی (FSM) یا دیگر اتوماتاهای قراردادی دیگر (که اغلب پیچیده‌تر هستند) تصور می‌شود (نظریه اتوماتا را ببینید).

## برنامه‌نویسی مبتنی بر اتوماتیک
اتوماتای بر اساس برنامه‌نویسی نمونه‌ای از برنامه‌نویسی می‌باشد که برنامه و قسمت‌های مختلف آن سعی بر این دارند تا یک ماشین متناهی را مدل کنند.

## برنامه‌نویسی مبتنی بر FSM
برنامه‌نویسی مبتنی بر FSM نیز مانند برنامه‌نویسی مبتنی بر اتوماتیک می‌باشد با این تفاوت که تمامی جنبه‌های ماشین متناهی را پوشش نمی‌دهد.

## مشخصه‌های برنامه‌نویسی مبتنی بر اتوماتیک
موارد زیر مشخصه‌های برنامه‌نویسی مبتنی بر اتوماتیک است:
۱-زمان اجرای برنامه به وضوح از مراحل اتوماتا جدا می‌باشد.
۲-ارتباط میان مراحل فقط از طریق رفتن از یک وضعیت به وضعیت دیگر می‌باشد.
تمام مراحل اجرای یک اتومات به‌طور کلی یک چرخهٔ اتوماتا را می‌گویند.

## مثال
برنامه‌ای در زبان C را در نظر که یک متن را از ورودی می‌خواند، خط به خط کلمه اول هر خط را چاپ می‌کند.

## روش سنتی برنامه‌نویسی C
برنامه زیر می‌تواند مورد بالا را به روش سنتی برنامه‌نویسی C انجام بدهد:
```
#
 
include
 
<stdio.h>

int
 
main
(
void
)

{

    
int
 
c
;

    
do
 
{

        
c
 
=
 
getchar
();

        
while
(
c
 
==
 
' '
)

            
c
 
=
 
getchar
();

        
while
(
c
 
!=
 
EOF
 
&&
 
c
 
!=
 
' '
 
&&
 
c
 
!=
 
'\n'
)
 
{

            
putchar
(
c
);

            
c
 
=
 
getchar
();

        
}

        
putchar
(
'\n'
);

        
while
(
c
 
!=
 
EOF
 
&&
 
c
 
!=
 
'\n'
)

            
c
 
=
 
getchar
();

    
}
 
while
(
c
 
!=
 
EOF
);

    
return
 
0
;

}

```

روش برنامه‌نویسی مبتنی بر اتوماتیک
همان کاری که برنامه قبل انجام میداد را می‌توانیم با ماشین متناهی انجام دهیم.توجه داشته باشید که تجزیه خطوط سه مرحله دارد :
1- عبور کردن از space ها
2- چاپ کردن کلمه
3- گذر از همهٔ حروف کلمه
برنامه به شکل زیر می‌باشد :
```
      
#include
 
<stdio.h>

int
 
main
(
void
)

{

    
enum
 
states
 
{

        
before
,
 
inside
,
 
after

    
}
 
state
;

    
int
 
c
;

    
state
 
=
 
before
;

    
while
((
c
 
=
 
getchar
())
 
!=
 
EOF
)
 
{

        
switch
(
state
)
 
{

            
case
 
before
:

                
if
(
c
 
==
 
'\n'
)
 
{

                    
putchar
(
'\n'
);

                
}
 
else

                
if
(
c
 
!=
 
' '
)
 
{

                    
putchar
(
c
);

                    
state
 
=
 
inside
;

                
}

                
break
;

            
case
 
inside
:

                
switch
(
c
)
 
{

                    
case
 
' '
:
  
state
 
=
 
after
;
 
break
;

                    
case
 
'\n'
:

                        
putchar
(
'\n'
);

                        
state
 
=
 
before
;

                        
break
;

                    
default
:
   
putchar
(
c
);

                
}

                
break
;

            
case
 
after
:

                
if
(
c
 
==
 
'\n'
)
 
{

                    
putchar
(
'\n'
);

                    
state
 
=
 
before
;

                
}

        
}

    
}

    
return
 
0
;

}

```

اگرچه برنامه طولانی به نظر می‌رسد اما مزیت آن این است که فقط یک دستور خواندن دارد و همچنین تنها یک حلقه در برنامه وجود دارد نه 4 عدد.
کاملاً لازم نیست کد را به گرداننده‌ها ی جدا برای‌ها وضعیت تقسیم کنیم.برنامهٔ زیر همان کار برنامهٔ بالا را انجام می‌دهد با این تفاوت که یک مقدار کوتاه‌تر است.
```
        
#include
 
<stdio.h>

int
 
main
(
void
)

{

    
enum
 
states
 
{

        
before
,
 
inside
,
 
after

    
}
 
state
;

    
int
 
c
;

    
state
 
=
 
before
;

    
while
((
c
 
=
 
getchar
())
 
!=
 
EOF
)
 
{

        
if
(
c
 
==
 
'\n'
)
 
{

            
putchar
(
'\n'
);

            
state
 
=
 
before
;

        
}
 
else

        
switch
(
state
)
 
{

            
case
 
before
:

                
if
(
c
 
!=
 
' '
)
 
{

                    
putchar
(
c
);

                    
state
 
=
 
inside
;

                
}

                
break
;

            
case
 
inside
:

                
if
(
c
 
==
 
' '
)
 
{

                    
state
 
=
 
after
;

                
}
 
else
 
{

                    
putchar
(
c
);

                
}

                
break
;

            
case
 
after
:

                
break
;

        
}

    
}

    
return
 
0
;

}

```

## تابعی جدا برای مرحله ی اتوماتیک
مهمترین ویژگی برنامه قبل این است که کد مرحله اتوماتیک به صورت محلی تعریف شده‌است. با یک تابع جدا برای این قسمت ما بهتر می‌توانیم این ویژگی را اثبات کنیم.
```
#include
 
<stdio.h>

enum
 
states
 
{
 
before
,
 
inside
,
 
after
 
};

void
 
step
(
enum
 
states
 
*
state
,
 
int
 
c
)

{

    
if
(
c
 
==
 
'\n'
)
 
{

        
putchar
(
'\n'
);

        
*
state
 
=
 
before
;

    
}
 
else

    
switch
(
*
state
)
 
{

        
case
 
before
:

            
if
(
c
 
!=
 
' '
)
 
{

                
putchar
(
c
);

                
*
state
 
=
 
inside
;

            
}

            
break
;

        
case
 
inside
:

            
if
(
c
 
==
 
' '
)
 
{

                
*
state
 
=
 
after
;

            
}
 
else
 
{

                
putchar
(
c
);

            
}

            
break
;

        
case
 
after
:

            
break
;

    
}

}
 

int
 
main
(
void
)

{

    
int
 
c
;

    
enum
 
states
 
state
 
=
 
before
;

    
while
((
c
 
=
 
getchar
())
 
!=
 
EOF
)
 
{

        
step
(
&
state
,
 
c
);

    
}

    
return
 
0
;

}

```

این مثال به‌طور کامل ویژگی کد مبتنی بر اتوماتا را ثابت می‌کند.

## جدول انتقال صریح و روشن
یک اتوماتای متناهی می‌تواند به‌طور صریح و روشن توسط جدول انتقال بیان شود.
در برنامه زیر جدولی وجود دارد که برای هر ترکیب  جدول شامل یک وضعیت جدید و یک پرچم می‌باشد.
```
#include
 
<stdio.h>

enum
 
states
 
{
 
before
 
=
 
0
,
 
inside
 
=
 
1
,
 
after
 
=
 
2
 
};

struct
 
branch
 
{

    
unsigned
 
char
 
new_state
:
2
;

    
unsigned
 
char
 
should_putchar
:
1
;

};

struct
 
branch
 
the_table
[
3
][
3
]
 
=
 
{

                 
/* ' '         '\n'        others */

    
/* before */
 
{
 
{
before
,
0
},
 
{
before
,
1
},
 
{
inside
,
1
}
 
},

    
/* inside */
 
{
 
{
after
,
 
0
},
 
{
before
,
1
},
 
{
inside
,
1
}
 
},

    
/* after  */
 
{
 
{
after
,
 
0
},
 
{
before
,
1
},
 
{
after
,
 
0
}
 
}

};

void
 
step
(
enum
 
states
 
*
state
,
 
int
 
c
)

{

    
int
 
idx2
 
=
 
(
c
 
==
 
' '
)
 
?
 
0
 
:
 
(
c
 
==
 
'\n'
)
 
?
 
1
 
:
 
2
;

    
struct
 
branch
 
*
b
 
=
 
&
 
the_table
[
*
state
][
idx2
];

    
*
state
 
=
 
(
enum
 
states
)(
b
->
new_state
);

    
if
(
b
->
should_putchar
)
 
putchar
(
c
);

}

```

اتوماتا و اتوماسیون
برنامه‌نویسی مبتنی بر متن نشان دهندهٔ مطابقت میان برنامه‌نویسی و اتوماسیون می‌باشد.
یک چرخهٔ تولید به‌طور کلی به صورت زیر مدل می‌شود.
1.مجموعه‌ای از مراحل که با ورودی مطابقت دارد.
2.مجموعه‌ای از کارها که با حالت کنونی مطابقت دارد.

## برنامه ی نمونه
برنامه‌ای که در بالا ارائه شد از این دیدگاه به صورت زیر بیان می‌شود.
```
SPC
 
:
 
' '

EOL
 
:
 
'\n'

 

states
 
:
 
(
before
,
 
inside
,
 
after
,
 
end
)

 

setState
(
c
)
 
{

    
if
 
c
=
EOF
 
then
 
set
 
end

    
if
 
before
 
and
 
(
c
!=
SPC
 
and
 
c
!=
EOL
)
 
then
 
set
 
inside

    
if
 
inside
 
and
 
(
c
=
SPC
 
or
 
c
=
EOL
)
 
then
 
set
 
after

    
if
 
after
 
and
 
c
=
EOL
 
then
 
set
 
before

}

 

doAction
(
c
)
 
{

    
if
 
inside
 
then
 
write
(
c
)

    
else
 
if
 
c
=
EOL
 
then
 
write
(
c
)

}

 

cycle
 
{

    
set
 
before

    
loop
 
{

        
c
 
:
 
readCharacter

        
setState
(
c
)

        
doAction
(
c
)

    
}

    
until
 
end

}

```

## اوتوماسیون و رویدادها
در رشتهٔ اوتوماسیون از یک مرحله به مرحلهٔ دیگر رفتن به این بستگی دارد که چه حروفی به دستگاه وارد می‌شود. این می‌تواند این‌گونه ارائه شود که حروف از یک فایل متنی خوانده شود و به ترتیب وارد دستگاه شود. در واقع این اطلاعات در مورد مکان، سرعت، دما و دیگر عناصر حیاطی دستگاه می‌باشد.
مانند یک برنامه‌نویسی گرافیکی شاخه‌هایی وجود دارند که با یکدیگر اجرا می‌شوند که به صورت زیر می‌توان آن‌ها را نشان داد.
```
s:stage   c:condition
  
  s1
  |
  |-c2
  |
  s2
  |
  ----
  |        |
  |-c31    |-c32
  |        |
 s31       s32
  |        |
  |-c41    |-c42
  |        |
  ----
  |
  s4
```

## استفاده از ویژگی‌های شی گرا
اگر زبان برنامه‌نویسی از ویژگی‌های شی گرایی استفاده کند می‌توان اوتومات‌ها را به صورت یک شی در نظر گرفت. با این کار چگونگی پیاده‌سازی آن و جزئیات آن پنهان می‌شود.
به عنوان مثال یک نسخه از برنامه‌ای که در بالا گفته شد با استفاده از ویژگی‌های شی گرایی به صورت زیر نوشته می‌شود.
```
#include
 
<stdio.h>

class
 
StateMachine
 
{

    
enum
 
states
 
{
 
before
 
=
 
0
,
 
inside
 
=
 
1
,
 
after
 
=
 
2
 
}
 
state
;

    
struct
 
branch
 
{

        
enum
 
states
 
new_state
:
2
;

        
int
 
should_putchar
:
1
;

    
};

    
static
 
struct
 
branch
 
the_table
[
3
][
3
];

public
:

    
StateMachine
()
 
:
 
state
(
before
)
 
{}

    
void
 
FeedChar
(
int
 
c
)
 
{

        
int
 
idx2
 
=
 
(
c
 
==
 
' '
)
 
?
 
0
 
:
 
(
c
 
==
 
'\n'
)
 
?
 
1
 
:
 
2
;

        
struct
 
branch
 
*
b
 
=
 
&
 
the_table
[
state
][
idx2
];

        
state
 
=
 
b
->
new_state
;

        
if
(
b
->
should_putchar
)
 
putchar
(
c
);

    
}

};

struct
 
StateMachine
::
branch
 
StateMachine
::
the_table
[
3
][
3
]
 
=
 
{

                 
/* ' '         '\n'        others */

    
/* before */
 
{
 
{
before
,
0
},
 
{
before
,
1
},
 
{
inside
,
1
}
 
},

    
/* inside */
 
{
 
{
after
,
 
0
},
 
{
before
,
1
},
 
{
inside
,
1
}
 
},

    
/* after  */
 
{
 
{
after
,
 
0
},
 
{
before
,
1
},
 
{
after
,
 
0
}
 
}

};

int
 
main
(
void
)

{

    
int
 
c
;

    
StateMachine
 
machine
;

    
while
((
c
 
=
 
getchar
())
 
!=
 
EOF
)

        
machine
.
FeedChar
(
c
);

    
return
 
0
;

}

```

## کاربردها
اوتوماتای مبتنی بر برنامه‌نویسی به صورت گسترده‌ای در تحلیل لغوی و گرامری استفاده می‌شود.
در نظریهٔ اوتوماتیک فکر نیز می‌تواند مورد استفاده قرار بگیرد.
اوتومات‌های مبتنی بر برنامه‌نویسی برای توصیف معانی بعضی از زبان‌های برنامه‌نویسی مورد استفاده قرار میگیرد.

## تاریخجه
تکنیک مبتنی بر اوتومات‌ها به صورت گسترده‌ای در الکوریتم‌ها و نظریهٔ اوتوماتیک استفاده می‌شود. مثل تحلیل زبان‌های با قاعده.
یکی از ابتدایی‌ترین مقاله‌ها در این زمینه در سال 1968 چاپ شد.
اولین جایی که از اوتومات‌های مبتنی در برنامه‌نویسی به عنوان یک تکنیک عمومی نام برده شده‌است در سال 1963 توسط پیتر نور بود که نویسنده آن را تکنیک تورینگ ماشین نام‌گذاری کرده بود.

## بیشتر بخوانید
Nondeterministic programming
State pattern
Esterel
Umple